# Emmetsburg
Emmetsburg es una ciudad ubicada en el condado de Palo Alto en el estado estadounidense de Iowa. En el Censo de 2010 tenía una población de 3904 habitantes y una densidad poblacional de 379,4 personas por km².

## Geografía
Emmetsburg se encuentra ubicada en las coordenadas 43°6′53″N 94°40′47″O / 43.11472, -94.67972. Según la Oficina del Censo de los Estados Unidos, Emmetsburg tiene una superficie total de 10.29 km², de la cual 9.87 km² corresponden a tierra firme y (4.1%) 0.42 km² es agua.

## Demografía
Según el censo de 2010, había 3904 personas residiendo en Emmetsburg. La densidad de población era de 379,4 hab./km². De los 3904 habitantes, Emmetsburg estaba compuesto por el 96.93% blancos, el 1% eran afroamericanos, el 0.18% eran amerindios, el 0.46% eran asiáticos, el 0.03% eran isleños del Pacífico, el 0.33% eran de otras razas y el 1.08% pertenecían a dos o más razas. Del total de la población el 2.02% eran hispanos o latinos de cualquier raza.